# Одилия
Света Одилия (Odilia, Odilie, Odile, Ottilie, * 660, Елзас или Бургундия; † 720, манастир Нидермюнстер до Одилиенберг, Елзас, Франция) е игуменка, покровителка на Елзас и на зрението.

## Биография
Тя е от фамилията Етихониди, сляпородена дъщеря на Етихо Бургундски († 682/700), херцог на Елзас, и съпругата му Берсинда (или Бересвинде). Затова баща ѝ искал да я убие. Нейната майка я спасява като я дава в манастира Baume-les-Dames, източно от Безансон.
Когато на 12 години е кръстена от баварския епископ Ерхард от Регенсбург, Одилия проглежда. Тя се връща отново при родителите си, но трябва скоро да бяга от баща си и се скрива в една пещера, вероятно южно от Базел. Според легендата на Света Одилия тя се сдобрява по-късно с баща си. Той съжалил за своите жестоки постъпки и подарява на своята дъщеря замъка Хоенбург (днес наречен Одилиенберг), където тя основава през 690 г. един манастир. Тя основава и манастира Нидермюнстер в подножието на Одилиенберг, където умира през 720 г. Погребана е на Одилиенберг.
Одилиенберг (на френски: Mont Sainte-Odile, висок 763 м) е най-важното място за поклонение на Елзас; тамошният извор се смята, че помага при страдания на очите. Света Одилия се чества от всички християни на 13 декември.

## Галерия
- Статуя на Св. Одилия на манастирската църква на Одилиенберг
- Статуя на Св. Одилия в Аволсхайм
- Гробната капела на Одилиенберг